# Chusiejn Mucolgow
Chusiejn Gierichanowicz Mucolgow (ros. Хусейн Гериханович Муцольгов; ur. 3 stycznia 1995) – kazachski zapaśnik walczący w stylu klasycznym. Zajął piąte miejsce na mistrzostwach Azji w 2018. Brązowy medalista halowych igrzysk azjatyckich w 2017. Czwarty w Pucharze Świata w 2016. Mistrz Azji juniorów w 2015 roku.